# Jørgen Marcussen
Jørgen Valdemar Marcussen (ur. 15 maja 1950 w Nødebo) – duński kolarz szosowy, brązowy medalista mistrzostw świata.

## Kariera
Największy sukces w karierze Jørgen Marcussen osiągnął w 1978 roku, kiedy zdobył brązowy medal w wyścigu ze startu wspólnego podczas mistrzostw świata w Nürburgu. W zawodach tych wyprzedzili go jedynie Holender Gerrie Knetemann oraz Włoch Francesco Moser. Był to jedyny medal wywalczony przez niego na międzynarodowej imprezie tej rangi. W tej samej konkurencji był też ósmy na mistrzostwach świata w Sallanches w 1980 roku, a na rozgrywanych pięć lat wcześniej mistrzostwach świata w Yvoir był siódmy w drużynowej jeździe na czas. Ponadto zajął między innymi pierwsze miejsce w Grand Prix Guillaume Tell w 1975 roku, trzecie w Chrono des Nations w 1977 roku i Giro dell’Emilia w 1980 roku, a w 1986 roku był najlepszy w Trofeo Matteotti. Pięciokrotnie startował w Giro d’Italia, najlepszy wynik osiągając w 1981 roku, kiedy był siedemnasty w klasyfikacji generalnej. Rok wcześniej wygrał jeden etap, ale ostatecznie zajął 33. miejsce. W 1981 roku był też czwarty w Vuelta a España, a dwa lata wcześniej wziął udział w Tour de France, ale go nie ukończył. W 1972 roku wziął udział w igrzyskach olimpijskich w Monachium, zajmując 21. miejsce w wyścigu ze startu wspólnego oraz jedenaste w drużynowej jeździe na czas. W 1988 roku zakończył karierę.